# Muzy

Muzy este o comună în departamentul Eure, Franța. În 1 ianuarie 2022 avea o populație de 780 de locuitori.